# Ирбе, Айна Карловна
Айна Карловна Ирбе (23 декабря 1937) — передовик советского сельского хозяйства, бригадир птицефабрики «Кекава» Рижского района Латвийской ССР, полный кавалер ордена Трудовой Славы (1986). Член Центрального Комитета Компартии Латвийской ССР.

## Биография
Родилась в 1937 году в селении Гартас Цессиского уезда Латвии в латышской семье. Завершила обучение в семилетней школе и в 1957 году окончила обучение на зоотехника в сельскохозяйственном техникуме в городе Смилтене.
Работать начала в должности зоотехника в колхозе «Агруми» Гулбенского района Латвийской ССР. С 1959 года также работала в колхозах имени Мичуриан и «Циняс Гарс» Тукумского района. С 1965 года являлась членом КПСС.
С 1967 года работала на птицефабрике «Кекава» Рижского района Латвийской ССР. Уже через год ей доверили возглавить опытно-показательную бригаду.
Указом Президиума Верховного Совета СССР от 10 марта 1976 года была награждена орденом Трудовой Славы III степени.
Указом Президиума Верховного Совета СССР от 16 декабря 1980 года была награждена орденом Трудовой Славы II степени.
«За успехи достигнутые в выполнении заданий одиннадцатой пятилетки и социалистических обязательств по производству и переработке сельскохозяйственной продукции» указом Президиума Верховного Совета СССР от 7 июля 1986 года Айна Карловна Ирбе была награждена орденом Трудовой Славы I степени. Стала полным кавалером Ордена Трудовой Славы.
Избиралась членом ЦК Компартии Латвийской ССР, была делегатом XXVI съезда КПСС.
Проживает в посёлке Кекава в Латвии.

## Награды и звания
- Орден Трудовой Славы I степени (07.07.1986);
- Орден Трудовой Славы II степени (16.12.1980);
- Орден Трудовой Славы III степени (10.03.1976);
- медали.